# Flávio Gualberto
Flávio César Resende Gualberto (ur. 22 kwietnia 1993 w Pimencie) – brazylijski siatkarz, grający na pozycji środkowego, reprezentant Brazylii.
Jego żona ma na imię Bruna. Oboje oczekują na narodziny dziecka, które ma przyjść na świat w tym roku we wrześniu 2024 roku.

## Sukcesy klubowe
Klubowe Mistrzostwa Ameryki Południowej:
- 2014

Superpuchar Włoch:
- 2022[3], 2023[4]

Klubowe Mistrzostwa Świata:
- 2022[5], 2023[6]
- 2024[7]

Puchar Włoch:
- 2024[8]

Mistrzostwo Włoch:
- 2024[9], 2025[10]

## Sukcesy reprezentacyjne
Mistrzostwa Ameryki Południowej Kadetów:
- 2010

Puchar Panamerykański Kadetów:
- 2011[11]

Puchar Panamerykański do lat 23:
- 2012

Mistrzostwa Świata Juniorów:
- 2013

Mistrzostwa Ameryki Południowej do lat 23:
- 2014

Igrzyska Panamerykańskie:
- 2015

Puchar Panamerykański:
- 2015
- 2018

Mistrzostwa Ameryki Południowej:
- 2019, 2021
- 2023[12]

Puchar Świata:
- 2019

Liga Narodów:
- 2021
- 2025[13]

Mistrzostwa Świata:
- 2022[14]

## Nagrody indywidualne
- 2010: Najlepszy blokujący Mistrzostw Ameryki Południowej Kadetów
- 2014: Najlepszy środkowy Mistrzostw Ameryki Południowej U-23
- 2015: Najlepszy środkowy i blokujący Pucharu Panamerykańskiego
- 2018: Najlepszy środkowy Pucharu Panamerykańskiego
- 2019: Najlepszy środkowy Klubowych Mistrzostw Ameryki Południowej
- 2019: Najlepszy środkowy Mistrzostw Ameryki Południowej
- 2022: Najlepszy środkowy Klubowych Mistrzostw Świata